# Shigehiro Irie
Shigehiro Irie (入江 茂弘, Irie Shigehiro), né le 28 mars 1988 à Adachi, est un catcheur japonais, qui travaille actuellement à la Dramatic Dream Team.

## Carrière

### Japon (2008–2018)
Lors de Judgement 2013, il bat Kenny Omega et remporte le KO-D Openweight Championship. Lors de Max Bump 2013, il conserve le titre contre Kōta Ibushi.
Le 29 avril, lui et Keisuke Ishii battent Burning (Jun Akiyama et Yoshinobu Kanemaru) et remportent les AJPW All Asia Tag Team Championship,. Le 16 août, ils perdent les titres contre Xceed (Kotarō Suzuki et Kento Miyahara).
Lors de Ryogoku Peter Pan 2017, ils perdent les titres contre Harashima et Naomichi Marufuji.
Lors de Max Bump 2018, il bat Konosuke Takeshita et remporte le KO-D Openweight Championship pour la deuxième fois. Lors de Summer Vacation 2018, il conserve son titre contre Harashima puis quelques minutes après, il conserve son titre contre Sammy Guevara.
Le 1er août, il perd le titre contre Sami Callihan dans un Three Way Match qui comprenaient également Trey Miguel. Le 8 août, il bat Sami Callihan et remporte le KO-D Openweight Championship pour la troisième fois.

### Wrestle-1 (2019-2020)
Il participe ensuite au Wrestle-1 Tag League 2019 avec T-Hawk, où ils terminent premier de leur bloc avec 6 points et se qualifient pour la finale. Le 27 novembre, ils battent Enfants Terribles (Kuma Arashi et René Duprée) pour remporter le tournoi. Le 26 décembre, ils perdent contre Enfants Terribles (Shotaro Ashino et Yusuke Kodama) et ne remportent pas les Wrestle-1 Tag Team Championship.

### All Japan Pro Wrestling (2019-2022)
Le 31 juillet, il bat Shuji Ishikawa et remporte le Gaora TV Championship. Le 3 janvier 2022, il conserve son titre contre Koji Doi.
Le 18 juillet, lui et T-Hawk perdent contre Gungnir Of Anarchy (Shotaro Ashino et Ryuki Honda) et ne remportent pas les AJPW World Tag Team Championship.

### États-Unis et Canada (2016–...)

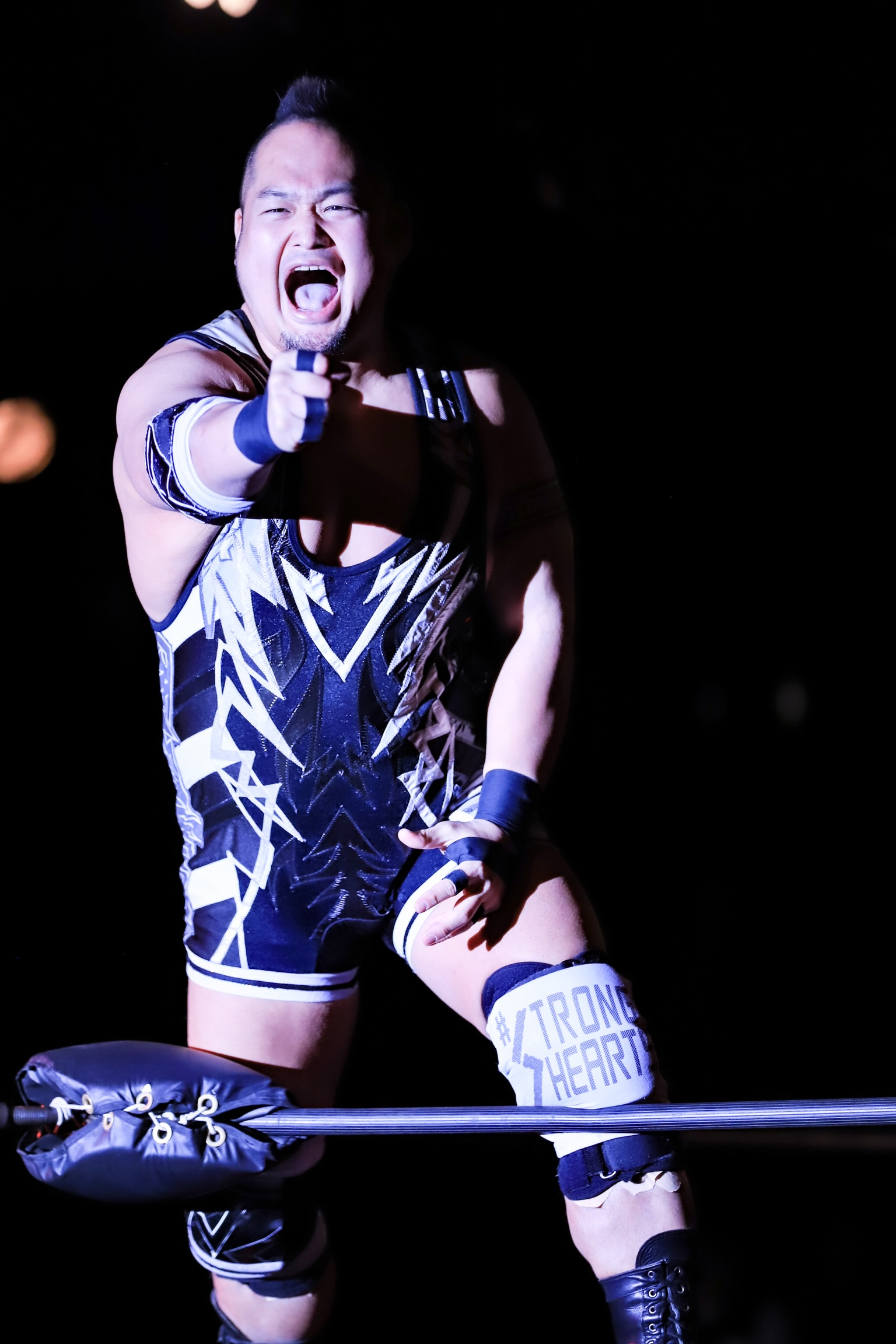
Irie en Février 2023

En mars 2023, il participe au 16 Carat Gold Tournament qu'il remporte en battant Metehan au premier tour, Tristan Archer en quarts de finale, Ahura en demi finale et Axel Tischer en finale et remporte par la même occasion le wXw Unified World Wrestling Championship,. Lors de APC/wXw Fight For Paris III, il conserve son titre contre A-Buck dans Three Way Match qui comprenaient également Aigle Blanc.

## Palmarès
- All Japan Pro Wrestling

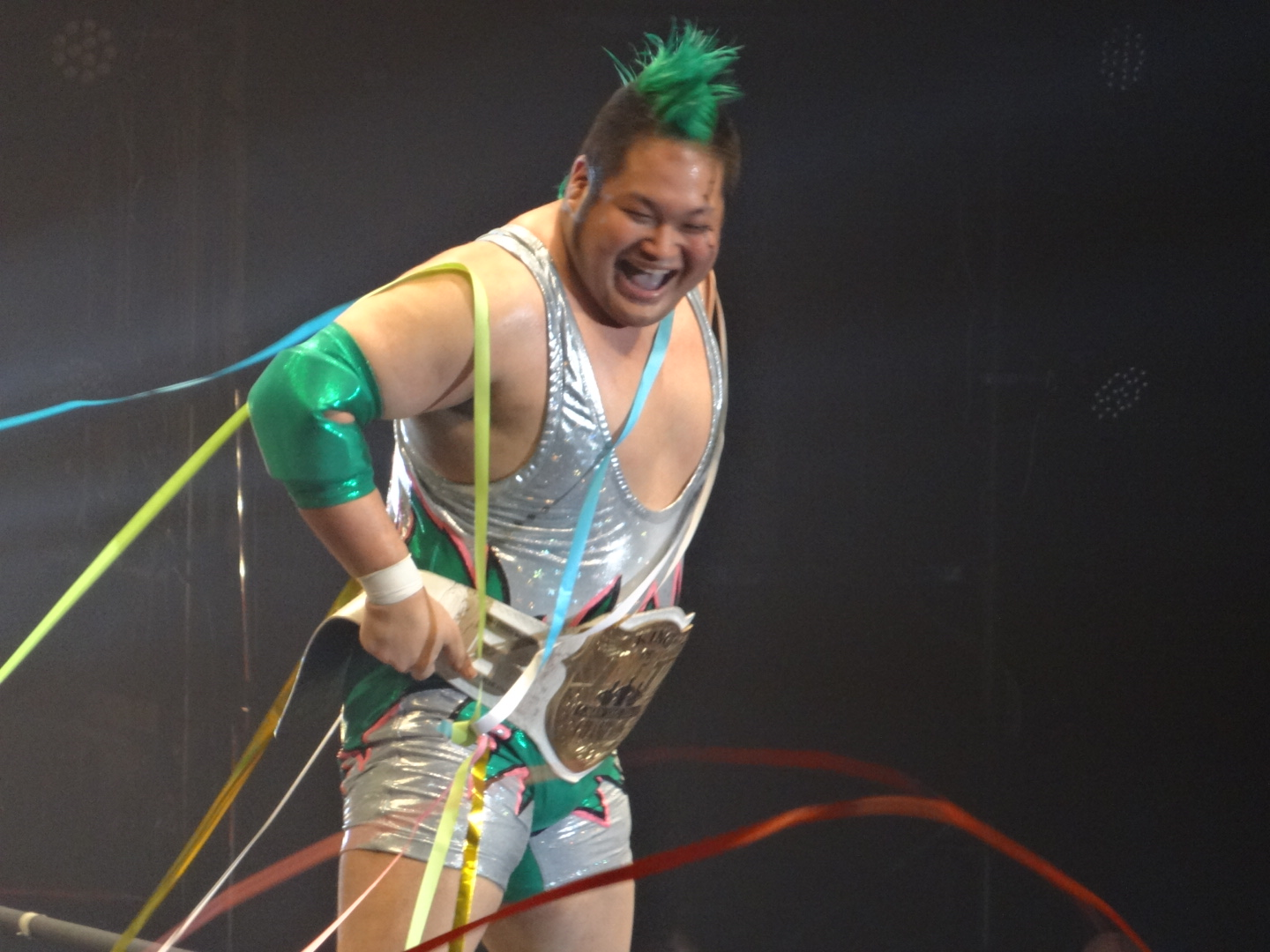
Irie en tant que KO-D Six Man Tag Team Champions en 2014

  - 1 fois AJPW All Asia Tag Team Championship avec Keisuke Ishii
  - 1 fois Gaora TV Championship

- Big Japan Pro Wrestling
  - 1 fois BJW Tag Team Championship avec Shuji Ishikawa

- Dramatic Dream Team
  - 2 fois Ironman Heavymetalweight Championship
  - 6 fois KO-D Six Man Tag Team Championship avec Keisuke Ishii et Soma Takao
  - 3 fois KO-D Openweight Championship
  - 3 fois KO-D Tag Team Championship avec Munenori Sawa (1), Keisuke Ishii (1), et Kazusada Higuchi (1)

- Midwest Independent Association of Wrestling
  - 1 fois MIAW Heavyweight Championship

- Southside Wrestling Entertainment
  - 1 fois SWE World Heavyweight Championship

- Oriental Wrestling Entertainment
  - 1 fois OWE Openweight Championship  (actuel)

- Westside Xtreme Wrestling
  - 1 fois wXw Unified World Wrestling Championship
  - Ambition 10 (2019)

- Wrestle-1
  - Wrestle-1 Tag League (2019) avec T-Hawk

## Récompenses des magazines
- Pro Wrestling Illustrated

| Année | 2018 | 2019       | 2020 | 2021       | 2022 | 2023 | 2024 |
| ----- | ---- | ---------- | ---- | ---------- | ---- | ---- | ---- |
| Rang  | 434  | Non classé | 288  | Non classé | 283  | 64   | 200  |